# 長崎電気軌道1300形電車
長崎電気軌道1300形電車（ながさきでんききどう1300がたでんしゃ）は、1987年（昭和62年）に登場した長崎電気軌道の路面電車車両である。

## 概要

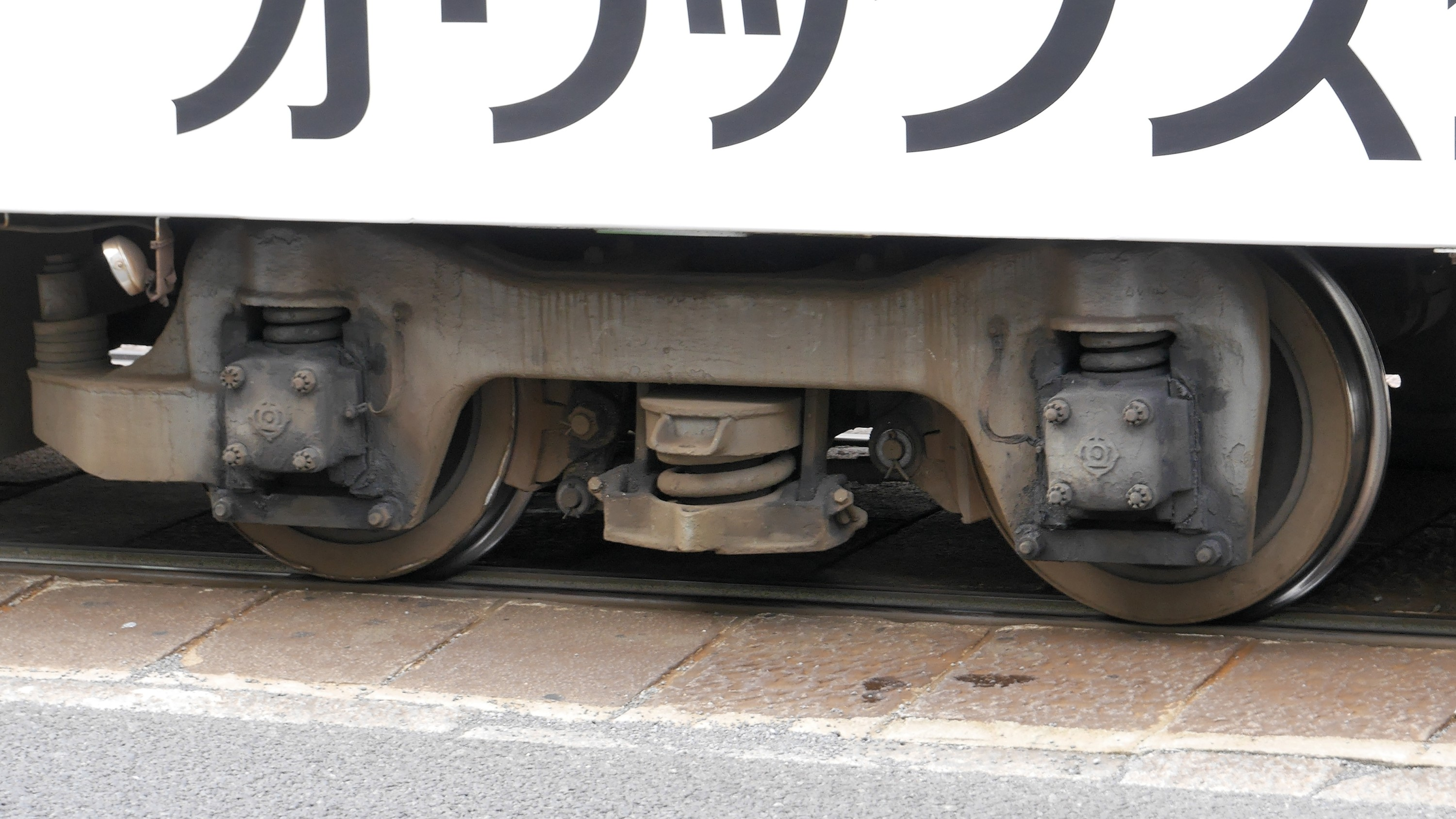
西鉄北九州線300形の廃車発生品のKL-11型台車

非冷房で残る老朽車の置き換えを目的として、1987年から1989年（平成元年）にかけて5両（1301 - 1305）が製造された。製造コスト抑制のため、予備品や中古品の機器類とアルナ工機で新造した車体を組み合わせた車体新造車である。
車体の基本構造は、1982年（昭和57年）入線の1200形に準ずるものの、1200形では固定式だった運転席両側の小窓と側窓上段が開閉可能となり、窓のサッシも金色の塗装が施された。その他にも、車体番号表記の位置変更・大型化や、ローマ字入りの方向幕、2000形と同タイプの新型Z型パンタグラフ（PT-100型）の採用など、1200形から多岐に渡る改良が施された。客室内も1200形と比較して吊り手が中扉周辺に増設され、座席のモケットにも着席表示を意識した色分けがなされている
主電動機等の電装品にはコストダウンのため予備品や中古品が活用されている。このうち、台車は1985年（昭和60年）10月に廃車となった西鉄北九州線300形の廃車発生品でコイルばねのKL-11型（日立製）を装着している。
本形式の入線により、非冷房車の600形1両（602）と1050形2両が廃車となった。

## 運用と現状

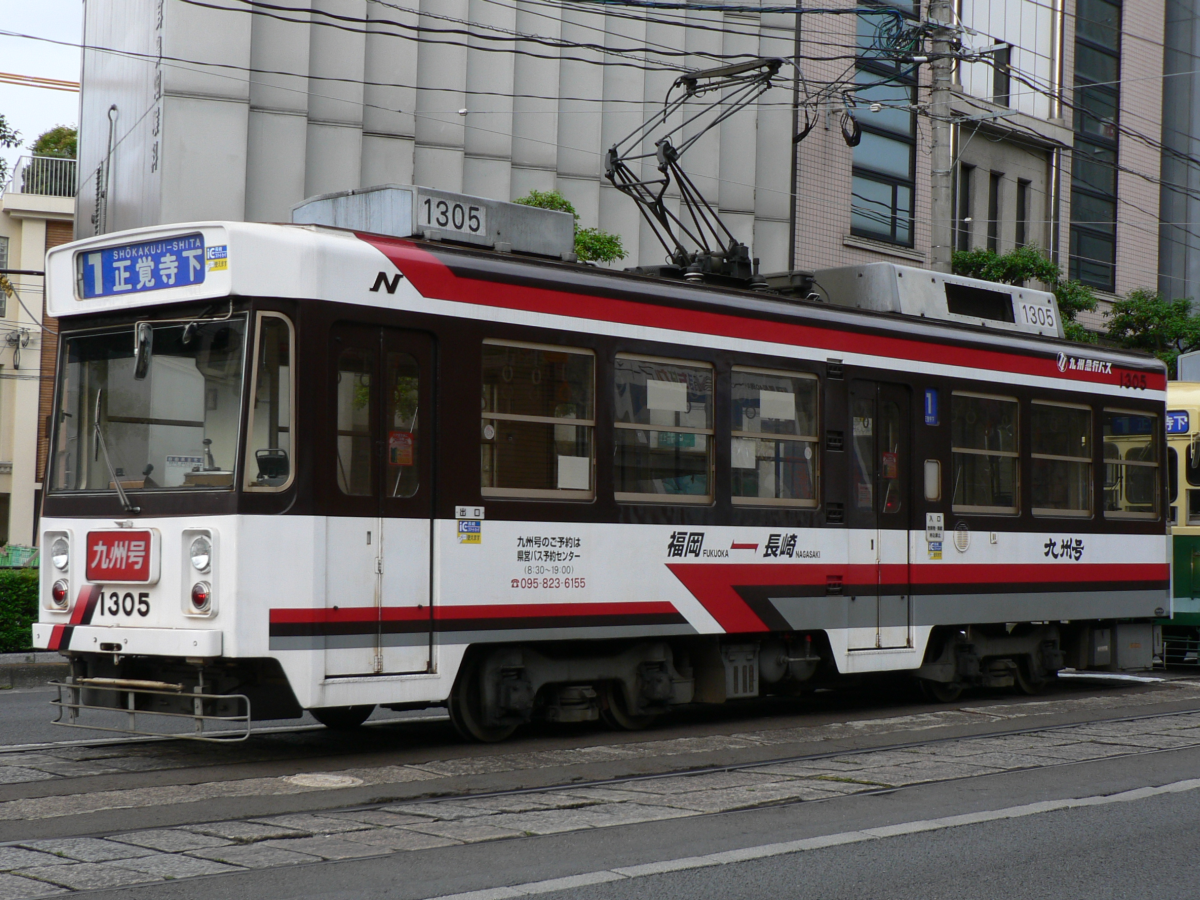
高速バスのカラー電車

1987年9月に一次車（1301・1302）、1988年5月に二次車（1303・1304）、1989年6月に三次車（1305）に入線し、一般の営業運転に投入されている。2018年（平成30年）4月現在、5両（1301-1305）が在籍する。全車が長崎電気軌道のカラー電車Bタイプとして全面広告の対象となっている。

## 車歴表
| 車両番号 | 入籍年月日    | 営業運転開始日 |
| -------- | ------------- | -------------- |
| 1301     | 1987年9月9日  | 1987年9月11日  |
| 1302     | 1987年9月9日  | 1987年9月11日  |
| 1303     | 1988年5月21日 | 1988年5月21日  |
| 1304     | 1988年5月21日 | 1988年5月21日  |
| 1305     | 1989年6月6日  | 1989年6月8日   |